# Чернораменен опосум
Чернораменният опосум (Caluromysiops irrupta) e вид опосум от семейство Didelphidae. Видът се среща в горите на Амазонка в Бразилия, Колумбия, Боливия и Перу.

## Описание
Този вид се смята за един от едрите опосуми с дължина на тялото около 28 cm и 30 cm опашка и тегло от 2 до 5 kg. Притежава интересна окраска на тялото. От предните крайници започва по една черна ивица, която се обединява на върха на тялото в областта на врата. Тук тя се насочва назад и преминава към опашката. Предните крайници са по-дълги от задните. Притежава големи изпъкнали очи. Ушите са сравнително малки и закръглени. Опашката е гола в края си и служи за залавяне по клоните на дърветата. Води дървесен начин на живот. Бременността продължава по-малко от две седмици.

## Хранене
Представителите на вида консумират дребни гризачи и плодове. В дивата природа те се хранят и с нектар от цветовете на растения. Поради това те са и техни опрашители.